# Jorge Romo (Fußballspieler, 1990)
Jorge Israel Romo Salinas (* 9. Januar 1990 in Viña del Mar) ist ein chilenischer Fußballspieler. Der Mittelfeldspieler bestritt ein Länderspiel für die chilenische Fußballnationalmannschaft.

## Karriere

### Verein
Jorge Romo begann seine Profikarriere 2011 bei Everton und bestritt in seiner Zeit bis 2018 beim Klub aus Viña del Mar mehr als 100 Ligaspiele. Ab 2015 war er mehrfach verliehen und verließ 2019 Everton endgültig in Richtung San Luis. Nach weiteren jährlichen Vereinswechseln kam er 2024 zu San Antonio Unido in die Segunda División. Im Januar 2025 gab er seinen Wechsel in den Amateurfußball zu Deportivo La Higuera bekannt.

### Nationalmannschaft
Romo bestritt im Dezember 2011 sein einziges Länderspiel für Chile beim Freundschaftsspiel gegen Paraguay, als er in der 74. Spielminute für Mathías Vidangossy eingewechselt wurde.